# 68 Kozacki Oddział Konny Schutzmannschaft
68 Kozacki Oddział Konny Schutzmannschaft (niem. Schutzmannschafts-Reiter-Abteilung 68 (kosakisch), ros. 68-й казачий полицейский батальон) – oddział wojskowy policji pomocniczej złożony z Kozaków pod koniec II wojny światowej
Oddział został sformowany w marcu 1944 r. na okupowanych terenach Białoruskiej SRR. Miał cztery pododdziały. Składał się z uchodźców kozackich, wycofujących się na zachód wraz z Kozackim Stanem. Występował też pod nazwą Unternehmen „Kormoran”. Wszedł w skład Kozackiej Brygady Konnej „Białoruś” płk. Medynskiego. Działał na północ od linii kolejowej Mińsk-Borysów. Wiosną uczestniczył w operacji antypartyzanckiej „Frühlingsfest”. Po odwrocie na zachód w czerwcu tego roku, pod koniec lipca w rejonie Łomży wszedł w skład dywizjonu konnego nowo utworzonej Schutzmannschaft-Brigade „Siegling”. Uczestniczył w kilku akcjach antypartyzanckich, po czym po rozwiązaniu Brygady 18 sierpnia został włączony do 30 Dywizji Grenadierów SS, złożonej głównie z Białorusinów. W grudniu przeniesiono go do obozu ćwiczebnego w Münsingen, gdzie była formowana 1 Dywizja Piechoty Sił Zbrojnych Komitetu Wyzwolenia Narodów Rosji.